# Pensées
Pensées (în română „Gânduri”, sau „Cugetări”) este o colecție de texte scrise de filozoful și matematicianul francez din secolul al XVII-lea Blaise Pascal. Convertirea religioasă a lui Pascal l-a condus spre o viață ascetică. Pensées a fost în multe privințe opera vieții lui. Aceasta a reprezentat apărarea lui Pascal a religiei creștine, iar conceptul de „pariul lui Pascal” provine dintr-un fragment al acestei lucrări. Cartea a apărut în 1670, după moartea autorului, cu titlul Les Pensées de M. Pascal sur la religion et sur quelques autres sujets, qui ont été trouvées après sa mort parmi ses papiers.

## Istoricul publicațiilor
Pensées este numele dat postum textelor pe care Pascal le pregătea ca pe o apologie a creștinismului – lucrare care nu a fost niciodată finalizată. Lucrarea preconizată este adesea denumită Apologie de la religion chrétienne („Apologia religiei creștine”), deși Pascal nu a folosit niciodată acest titlu.
Chiar dacă Pensées pare să fie alcătuit din idei și notițe, dintre care unele sunt incomplete, se crede că Pascal, înainte de moartea sa în 1662, planificase deja structura cărții și începuse sarcina de a-și organiza notele într-un proiect coerent. Editorii, însă, nu au fost de acord cu privire la ordinea în care scrierile ar fi trebuit să fie citite. Cei responsabili de pasajele sale, nereușind să recunoască structura de bază a lucrării, le-au predat spre editare și le-au publicat în 1670. Prima traducere în limba engleză a fost făcută în 1688 de John Walker. O altă traducere în limba engleză, realizată de W.F. Trotter, a fost publicată în 1931, cu o introducere de T. S. Eliot.
S-au făcut mai multe încercări de aranjare sistematică a notelor; ediții notabile includ cele ale lui Léon Brunschvicg, Jacques Chevalier⁠(d), Louis Lafuma⁠(fr)[traduceți] și (mai recent) Philippe Sellier. Deși Brunschvicg a încercat să clasifice fragmentele postume în funcție de teme, cercetările recente l-au determinat pe Sellier să aleagă criterii complet diferite, deoarece Pascal a examinat adesea același eveniment sau exemplu prin mai multe lentile diferite. De remarcat este, de asemenea, ediția monumentală a Œuvres complètes (1964–1992) de Pascal, care este cunoscută sub numele de Ediția Tricentenar și a fost realizată de Jean Mesnard⁠(fr)[traduceți]; deși încă incompletă, această ediție trece în revistă datarea, istoria și bibliografia critică a fiecăruia dintre textele lui Pascal.

## Ediții
- Pascal, Blaise; Nicole, Pierre (1877). Pensées de Pascal (în franceză).
- Pascal's Pensées; or, Thoughts on Religion (în engleză). 1900.
- Pensées / The Provincial Letters (în engleză). New York: Modern Library. 1941.
- Pascal, Blaise; Brunschvicg, Léon (1904). Pensées (în franceză). Paris: Librairie Hachette.

### Traduceri în limba română
- Pascal, Blaise (2013). Cugetări. Tradus de Nicolae Spiridon. București: Antet Revolution. ISBN 978-973-636-494-5.